# 普鲁维
普鲁维（法語：Prouvy，法語發音：[pʁuvi]）是法国上法兰西大区北部省的一个市镇，位于该省东部，属于瓦朗谢讷区。

## 地理
普鲁维（50°19'14"N, 3°27'2"E）面积4.41 平方千米，位于法国上法蘭西大區北部省，该省份为法国最北部的省份及最长的省份，西北濒北海，西接加来海峡省，南至埃纳省和索姆省，东与比利时接壤。
与普鲁维接壤的市镇（或旧市镇、城区）包括：埃兰、拉桑蒂内勒、蒂扬、特里特圣莱热、欧尔尚、曼镇、鲁维尼。

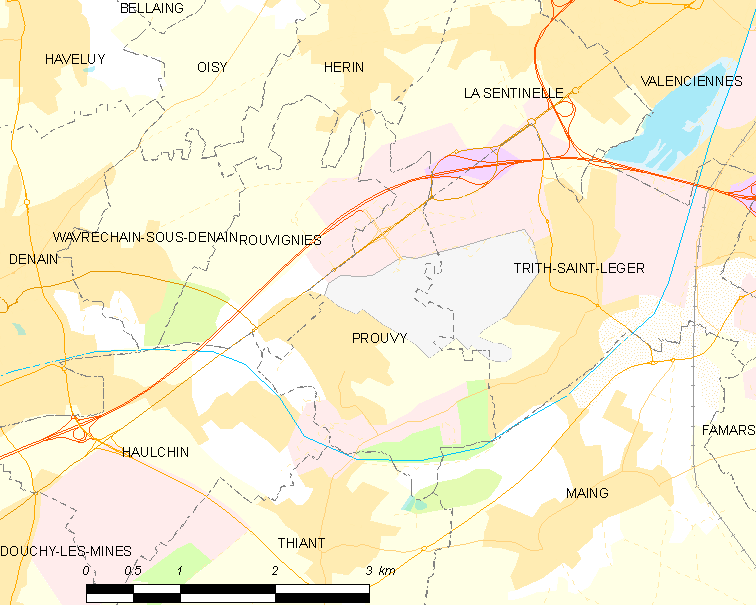
普鲁维的OSM定位图

普鲁维的时区为UTC+01:00、UTC+02:00（夏令时）。

## 行政
普鲁维的邮政编码为59121，INSEE市镇编码为59475。

## 政治
普鲁维所属的省级选区为欧努瓦莱瓦朗谢讷县。

## 人口

1962-2008年间普鲁维人口变化图示

普鲁维于2022年1月1日时的人口数量为2202人。